# Roger Baguet
Roger Baguet (Sint-Martens-Lierde, 10 september 1939) is een Belgisch voormalig wielrenner die tussen 1962 en 1967 als beroepsrenner actief was. Hij won onder andere de GP Paul Borremans en de Omloop der Vlaamse Gewesten. Hij is de vader van de in 2017 overleden renner Serge Baguet.

## Resultaten in voornaamste wedstrijden
| Jaar | Ronde van Vlaanderen | Parijs-Roubaix | Omloop Het Volk |
| ---- | -------------------- | -------------- | --------------- |
| 1963 |                      |                | 55e             |
| 1964 |                      |                | 55e             |
| 1965 |                      |                | 10e             |
| 1966 |                      | 49e            |                 |
| 1967 | 62e                  |                |                 |